# 양각교

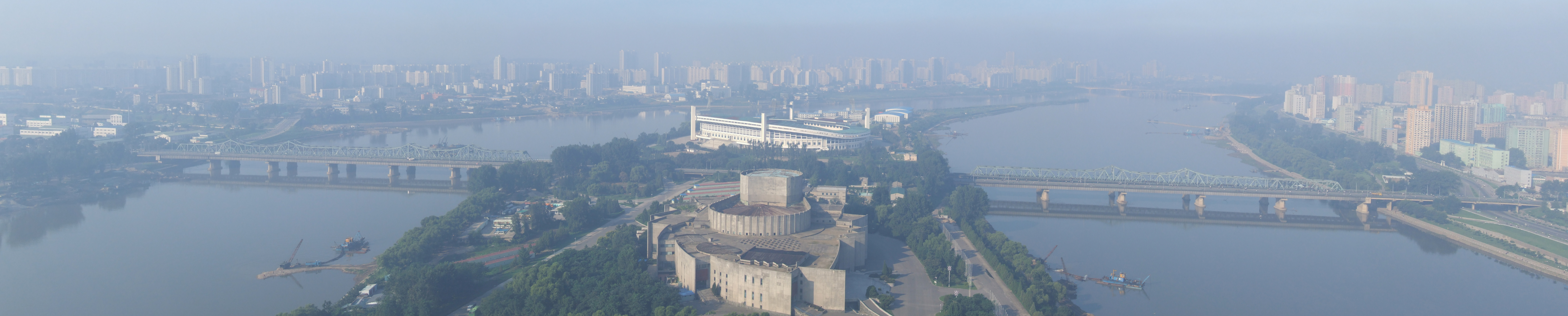
양각교. 사진을 확대해서 보면 앞의 사람이 왕래하고 있는 쪽이 인도교인 양각교이고, 철제 구조물을 높이 설치해 놓은 부분이 대동강철교이다.

양각교(羊角橋)는 조선민주주의인민공화국 평양직할시에 위치한 다리이다. 대동강 위에 세워진 평양직할시의 6개의 다리 가운데 하나이며, 1986년에 건설되었다.

## 상세
다리 남쪽에 있는 충성의 다리와 다리 북쪽에 있는 대동교 사이에 위치한다. 대동강 우안에 있는 평천구역과 중구역, 좌안에 있는 선교구역을 연결하며 다리 중간에 있는 양각도를 경유한다. 
1905년에 건설된 대동강철교와 같은 위치에 나란히 놓여 있어 옆에서 찍은 사진을 보면 두 다리가 잘 구분이 안 된다.

### 이미지 보기
- Yanggak Road Brige Structurae (International Database and Gallery of Structures)